# Megporzás

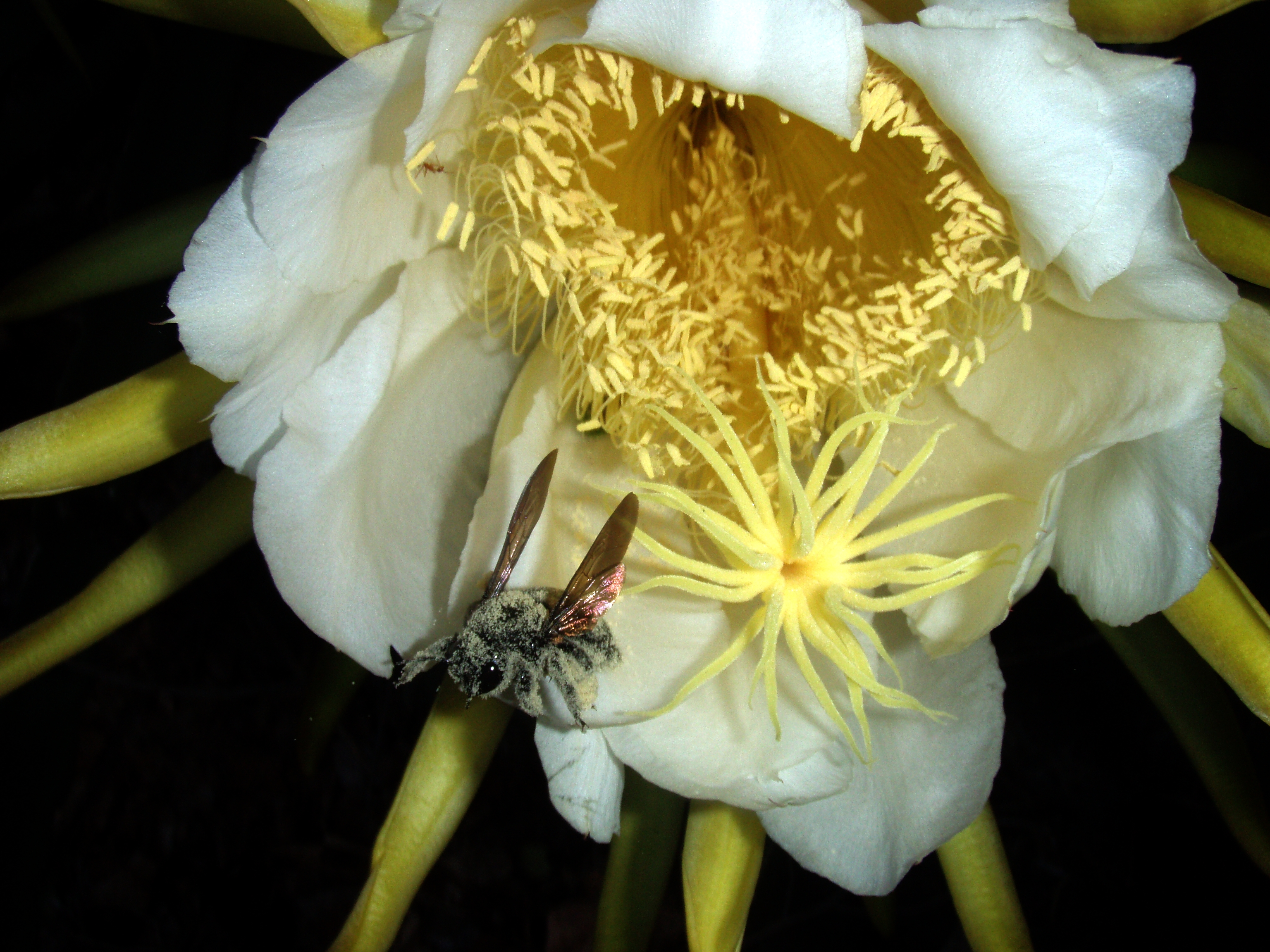
Nőstény fadongó (Xylocopa) éjkirálynő-kaktuszról gyűjtött pollennel

A megporzás, beporzás vagy idegen szóval pollináció a virágos vagy magvas növények (Spermatophyta)
szaporodásának az a mozzanata, melynek során a hímivarsejteket tartalmazó virágpor (pollen) a nyitvatermők esetében közvetlenül a magkezdeményre (ovulum), a zárvatermők virágaiban pedig először a termő bibe részére kerül (ahonnan a bibeszál sejtközötti járataiba pollentömlőt növesztve ér el a magkezdeményhez).
A pollen célba juttatása (különösen a zárvatermőknél) összetett feladattá vált.

## Célba juttatás
A célba juttatás közvetítője szerint:
- Az anemofil (anomophilae) virágokat a szél porozza be. Ezek a dísztelen virágok sok és apró virágporszemcsét termelnek, és a porzók hosszan kinyúlnak a virágból. Nem termelnek nektárt. Ez az egyszerű mechanizmus általánosan jellemző a nyitvatermőkre, de előfordul jó pár zárvatermőnél is (pl. diófafélék, fűzfafélék, perjefélék).
- A hidrofil (hydrophilae) virágokat a víz porozza be – ez a megoldás értelemszerűen a víz alatt virágzó növényekre (pl. Ceratophyllales) jellemző.
- A zoofil (zoidiophilae) virágokat állatok (a leggyakrabban rovarok) porozzák be. Ezek a szélnél jobb arányban juttatják célba a pollenszemcséket, ezért az ilyen virágokban kevesebb a porzó és a virágporszemcse. Az állatok odacsalogatására, a virágpor célzott célba juttatására egyes növények igen bonyolult és specializált szerveket fejlesztettek ki. A zárvatermők nagy része nektár formájában táplálékot nyújt különböző rovaroknak, az orchideafélék családjába tartozó bangók virágai egy-egy rovarfaj alakját és színezetét utánozzák, a selyemkórófélék közé tartozó dögvirág (Stapelia) fajai kellemetlen, a romló húséra emlékeztető illatukkal a döglegyeket vonzzák magukhoz.

A beporzó állatok jelentőségére, védelmük fontosságára hívja fel a figyelmet A beporzók napja nevű kezdeményezés.

## Önbeporzás/Idegen beporzás
A genetikai változatosság fenntartásához az idegen növényről származó virágpor az ideális, de olykor önmegporzás (autogámia) fordul elő. Ennek elkerülésére, az idegen megporzás (allogámia) biztosítására különböző mechanizmusok léteznek:
- Nagyon gyakran az ivarlevelek fizikai elhelyezkedése gátolja a saját virágpor bibére jutását.
- Proterandrikus virágok esetén a bibe csak akkor veszi fel a virágport, ha a saját portokok már kiürültek.
- Proterogynikus virágok esetén csak akkor nyílik fel a portok, ha a bibére már idegen pollen jutott és kifejlődött a pollentömlő.
- Önmeddőség esetén a termő képes felismerni és elutasítani a genetikailag rokon egyedek pollenjét.

Nem minden növény kerüli el az önbeporzást:
- Chazmogámia – egyidejűleg érő ivarlevelek esetén van lehetősége az idegen- és az önmegporzásnak is.
- Kleisztogámia – a virágok ki sem nyílnak, a zárt virágban történik meg a megporzás (pl. búza, árpa).
- Kertészeti körülmények között gyakran mesterségesen hoznak létre öntermékenyülést, hogy megakadályozzák a génállomány keveredését.